# بوسانو
بوسانو (به ایتالیایی: Busano) یک کومونه در ایتالیا است که در استان تورین واقع شده‌است.

## خصوصیات
بوسانو ۵٫۰ کیلومترمربع مساحت و ۱٬۵۷۱ نفر جمعیت دارد و ۳۱۷ متر بالاتر از سطح دریا واقع شده‌است.